# Samefolkets dag
Samernes nationaldag (sydsamisk: Saemiej åålmegebiejjie, nordsamisk: Sámi álbmotbeaivi) er 6. februar. Dagen omtales også som "samefolkets dag" og "samisk folkedag". Nationaldagen blev vedtaget af Samekonferencen i 1992 og er fælles for alle samer i Norge, Finland, Sverige og Rusland. Den blev fejret for første gang i 1993 samtidig som FNs internationale urbefolkningsår blev officielt åbnet i Karasjok.

## Brugen af begrebet nationaldag
Samekonferencens vedtagelse fra 1992 var på samisk og indeholdt begrebet "sámi álbmotbeaivi", som oversat betyder samisk/samernes nationaldag, eller det nogen kalder "samefolkets dag" fordi sámi betyder samisk, álbmot betyder folk og beaivi betyder dag. I den svenske oversættelse blev begrebet "samernas nationaldag" brugt.
Begreberne "samefolkets dag" og "samisk folkedag" har etableret sig som følge af upræcise oversættelser og som et resultat af, at begrebet "nationaldag" af enkelte har været opfattet som kontroversielt. Enkelte har hævdet, at brug af begrebet "nationaldag" forudsætter en samisk stat. Samekonferencen lagde imidlertid til grund, at samerne er et folk (nation), og at brugen af nationsbegrebet således ikke forudsætter en egen stat. Både samekonferencen (senere Samerådet) og de nordiske sameting bruger officielt begrebet "nationaldag". Samerne bliver forøvrigt betragtet som en af verdens statsløse nationer.
Bondevik II-regeringen anerkendte i 2001, at 6. februar fik betegnelsen nationaldag.

## Officiel flagdag
I 2003 blev 6. februar officiel flagdag i Norge. Derfor skal der flages med det norske flag ved alle offentlige bygninger den dag, og det er desuden valgfrit at flage med det samiske flag. Flagning d. 6. februar er en hilsen til samerne på nationaldagen og en erkendelse af samisk identitet af samerne selv.

## Landsmødet i 1917
Baggrunden for datoen 6. februar er, at det første samiske landsmøde blev afholdt den 6. februar i 1917, i Metodistkirken i Trondheim. Det var første gang i historien, at nord- og sydsamer fra forskellige lande samlede sig til et stort møde for at drøfte og belyse fælles sager og problemstillinger. Elsa Laula Renberg stod bag både ideen om og virkeliggørelsen af mødet, som samlede over hundrede deltagere, deraf en stor del kvinder.

## Fejring af nationaldagen
Den 6. februar markeres i hele det samiske bosættelsesområde Sápmi på forskellige måder. I Norge udgør fest og aktiviteter for børn og unge en central del af markeringen. I regi af skoler og børnehaver gennemføres gerne samiske temaer og projekter i dagene før nationaldagen, og på selve nationaldagen bliver det stadig mere almindeligt med højtidelig fejring og fest. Selve fejringen består normalt i at pynte sig i samiske kofter, forskellige former for kulturindslag og et samlende måltid som ramme. 
I officielle sammenhænge markeres dagen normalt ved hejsning af det samiske flag, taler og afsyngning af nationalsangen "Sámi soga lávlla". 
I Oslo er der tradition for, at ordføreren inviterer samer i Oslo og Østlandsområdet til frokost på nationaldagen. Markeringen foregår ved, at ordfører og gæster samles på rådhustrappen kl. 09.00, mens "Sámi soga lávlla" spilles fra rådhusets klokkespil, og det samiske flag hejses foran rådhuset. Derefter er der bespisning, social sammenkomst og højtidelig fejring af dagen i banketsalen på Oslo rådhus. 
Traditionel samisk mad er en meget vigtig del af fejringen de fleste steder, eftersom samerne har en stærk tradition for at samles socialt omkring måltider. Forskellige måltider baserede på renkød er normalt mange steder, mens andre steder vil traditionsmad baseret på fisk eller andet kød være lige så almindelig.